# Otho
Marcus Salvius Otho (28. dubna 32 ve Ferentiu – 16. dubna 69 v Brixellu) byl od 15. ledna 69 až do okamžiku své smrti o tři měsíce později římským císařem. Mezi jedinci, kteří se domohli vlády v „roce čtyř císařů“, získal moc jako druhý v pořadí.

## Život

### Původ a mládí
Otho se narodil 28. dubna 32 ve městě Ferentium (dnešní Ferento poblíž Viterba). Pocházel ze starého a vznešeného etruského rodu, přičemž samotné cognomen „Otho“ prozrazuje etruský původ. Jeho děd z otcovy strany, Marcus Salvius Otho, jenž byl synem římského jezdce a ženy nepříliš významného postavení, byl vychován v domě Augustovy manželky Livie, díky jejímuž vlivu se jako první člen rodiny stal římským senátorem a vykonával úřad praetora. Othonův otec, Lucius Salvius Otho, dosáhl v roce 33 konzulátu (consul suffectus) a za Caliguly a Claudia působil jako správce v Africe a Dalmácii. Claudius ho dále poctil povýšením mezi patricije. Jeho manželkou a Othonovou matkou byla Albia Terentia, jejíž otec příslušel k jezdeckému stavu.
Během mládí se Otho oddával k nelibosti svého otce velmi divokému a prostopášnému životnímu stylu, kvůli čemuž se mu podařilo proniknout do okruhu urozených jinochů obklopujících císaře Nerona. Plútarchos vylíčil Othona jako „muže nikoli neslavného původu, ale rozmařilostí a sklonem k rozkošnictví už od mládí tak zkaženého, že jen málokterý Říman se mu vyrovnal“. Suetonius se zmiňuje o tom, že Otho a Nero navázali přátelství díky podobnosti svých charakterů. V roce 58 se Otho oženil s Poppaeou Sabinou, jejíž krása Nerona natolik uchvátila, že se zakrátko stala císařovou milenkou a posléze chotí. Ačkoli antické prameny často připomínají vztah mezi Neronem a Poppaeou, v popisu podrobností ohledně jeho vzniku se poněkud rozcházejí. Podle Plútarcha měl Nero přimět Othona k odloudění Poppaey od jejího předchozího manžela. Nelze ovšem vyloučit, že Poppaea využila Othona k tomu, aby se jeho prostřednictvím domohla Neronovy pozornosti a přízně. Otho byl nucen se s Poppaeou rozvést, a třebaže zastával pouze úřad quaestora, Nero ho v roce 59 odeslal do faktického vyhnanství, jelikož ho učinil místodržitelem vzdálené Lusitánie.

### Uchopení moci
Otho strávil následujících deset let v Hispánii, kde se věnoval správě své provincie s mírností na tehdejší dobu neobvyklou, neboť se odmítal obohacovat na úkor obyvatelstva. Na jaře roku 68 se Servius Sulpicius Galba, místodržitel sousední Hispanie Tarraconensis, vzbouřil proti Neronovi. Otho, rozmrzelý z okolností, za nichž byl Neronem vypuzen z Říma, vnímal povstání jako příležitost k vlastnímu povýšení. Tudíž se okamžitě a velice rozhodně připojil na stranu Galby, jemuž poslal značné finanční prostředky k vedení odboje. Poté, co byl začátkem června téhož roku Galba uznán císařem a Nero spáchal sebevraždu, odebral se nový vládce říše, doprovázený Othonem, do Říma. Protože Galba neměl žádné žijící potomky, a navíc dosáhl již velmi pokročilého věku, Otho usiloval o to, aby byl jmenován jeho nástupcem. V zájmu naplnění svých ambicí uzavřel tajné ujednání s Galbovým oblíbencem Titem Viniem, jehož dceru si měl Otho vzít za manželku výměnou za jeho podporu.
Galba pobýval v Římě sotva pár měsíců, když mu 1. ledna 69 vojáci v Horní Germánii odepřeli poslušnost. Dalšího dne provolali legionáři v Dolní Germánii svého velitele Aula Vitellia císařem. Galba proto přikročil k ustavení svého následníka, jímž však nevybral Othona, nýbrž mladého aristokrata Lucia Calpurnia Pisona Liciniana. Otho, jehož dosavadní neochvějná věrnost vůči Galbovi tím byla nahlodána, se rozhodl vejít ve styk s příslušníky pretoriánské gardy. Navzdory neutěšené osobní finanční situaci, zapříčiněné jeho předchozí rozmařilostí, shromáždil dostatek peněz k uplacení gardistů.
Ráno 15. ledna, pět dnů po Pisonově adopci, Otho navštívil Galbu, načež pod jakousi záminkou opustil Palatin. Pak byl dopraven do pretoriánského tábora, v němž byl po několika okamžicích ohromení a nerozhodnosti pozdraven jako císař. Společně s vojáky se vrátil na Forum a tam se střetl s Galbou, který, znepokojený neurčitými zvěstmi o zradě, si razil davem překvapených občanů cestu ke kasárnám gardy. Kohorta pověřená zajišťováním bezpečnosti císaře okamžitě přešla na stranu nepřítele a vzápětí byli Galba, Piso a někteří jiní muži pretoriány krutě zavražděni. Po krátkém boji se Otho vrátil do vojenského tábora a ještě tentýž den byl senátory prohlášen císařem a obdařen patřičnými kompetencemi. Za svoji moc vděčil rozladění příslušníků pretoriánské gardy a ostatního vojska způsobeném Galbovým odmítnutím vyplatit slíbené odměny těm, kteří podpořili jeho uchopení trůnu. Městský lid rovněž pociťoval nespokojenost s Galbou, přičemž dosud uchovával náklonnost k Neronovi.

### Vláda a válka s Vitelliem

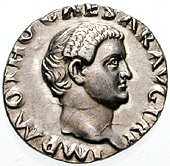
Mince s podobiznou Othona

Galbův strmý pád přiměl Othona, aby usiloval o navození smíru s různými mocenskými skupinami. V důsledku toho vytrval ve své shovívavosti k pretoriánské gardě, avšak zároveň se pokoušel rozptýlit podezřívavost senátu, pročež potvrdil Neronem a Galbou jmenované úředníky v jejich funkcích. Existují také jisté náznaky toho, že se snažil vynahradit provinciím předchozí Galbovu lakotu rozdílením štědrých darů tamním občanům. Navzdory tomu zůstávali senátoři hluboce rozrušeni Othonovým nástupem na trůn, a navíc byli pobouřeni jeho ochotou nechat se spojovat s Neronem, jehož cognomen měl dokonce zahrnout do svého jména. Neronovy sochy byly opět vztyčeny a dále bylo ohlášeno chystané dokončení Zlatého domu.
Nedůvěra a strach se naplno projevily během vzpoury pretoriánů, k níž došlo poté, co Otho nařídil jedné kohortě složené z občanů Říma, aby se přesunula z Ostie do hlavního města. Zde měla nahradit stávající posádku, jež měla být vyslána do boje proti Vitelliovi. Současně přikázal, aby byly v noci přesunuty zbraně z pretoriánského tábora do Ostie, kde měly posloužit k řádnému vyzbrojení kohorty před jejím pochodem Římem. Nicméně pretoriáni byli přesvědčeni, že se jedná o senátem iniciovaný převrat proti Othonovi. V zájmu ochrany císařova života pronikli do císařského paláce, čímž ale vystrašili Othona a několik desítek senátorů při probíhající hostině. Ačkoli se Othonovi podařilo pretoriány slovy a dary uchlácholit, a zabránit tak smrti přítomných senátorů, tato dramatická událost svědčí o neklidných poměrech panujících v Římě na počátku roku 69.
Stále hrozivější rozsah vzpoury legií na Rýně, které prohlásily Vitellia císařem a zahájily postup směrem do Itálie, přiměl Othona věnovat se tomuto naléhavému problému. Po neúspěšném pokusu dosáhnout s Vitelliem usmíření nabídkou sdílené vlády nad říší se Otho nečekaně energicky vrhl do příprav k neodvratně se blížícímu válečnému střetnutí. Přestože odlehlé východní provincie mu nebyly schopny dostatečně rychle poskytnout pomoc před nastávajícím konfliktem, legie rozmístěné v Dalmácii, Panonii a Moesii projevily ochotu ho podpořit. Kromě nich disponoval Otho také mocnou flotilou kotvící v italských přístavech. Jeho strategie spočívala v uskutečnění rychlého, pozornost odvracejícího útoku, jímž by si zajistil čas ke shromáždění svých rozptýlených sil. Proto vyslal část svého námořnictva společně s městskými kohortami a pretoriány do Gallie Narbonensis. 14. března vyrazil osobně v čele porůznu sesbíraného vojska na sever v naději, že se mu podaří zabránit Vitelliovi v invazi do Itálie. Ovšem Vitelliův velitel Aulus Caecina Alienus mezitím stihl překročit Alpy a následně zaútočil na město Placentia (dnešní Piacenza) v údolí řeky Pádu. Othonovy předsunuté oddíly bránící Placentii však jeho nápor odrazily, čímž ho přiměly ustoupit ke Cremoně. Tam se k Caecinovým mužům přidaly vojenské sbory jiného Vitelliova generála Fabia Valenta.
10. dubna přicestoval Otho do severní Itálie, načež ve městě Brixellum (Brescello) rozbil svůj hlavní stan. Ve snaze vynutit si rozhodující střet zahájili Caecina a Valens stavbu mostu, jenž by jim umožnil zdolat řeku a vyrazit na jih k Apeninám a Římu. Zkušení velitelé Gaius Suetonius Paulinus a Marius Celsus nabádali Othona, aby se vyvaroval boje a vytrval do příchodu posil z balkánských provincií. Nakonec převážilo mínění císařova bratra Titiana a pretoriánského prefekta Procula, kteří netrpělivého Othona vyzývali ke konfrontaci s nepřáteli. Sám Otho se rozhodl zůstat s nemalými zálohami v Brixellu, zatímco většina jeho vojska se přesunula na severní břeh Pádu a vztyčila tábor u vesnice Bedriacum, nalézající se na silnici Via Postumia. Poté, co zde zanechali silnou posádku, postupovali Othonovi vojáci ke Cremoně a nedaleko tohoto město narazili za pochodu na Vitelliovy legionáře. V nastalé první bitvě u Bedriaka si Othonovi muži počínali navzdory své počáteční nevýhodě velmi zdatně, přesto byli ale poraženi a v nepořádku se probili do tábora v Bedriaku. V něm se pak dalšího dne vzdali vítězným vitelliovcům.
Třebaže bitva nijak zvlášť nevychýlila vzájemnou rovnováhu sil mezi oponenty, šířící se zprávy o pohromě přivodily zásadní zvrat v táboře v Brixellu. Otho dosud disponoval nikoli zanedbatelnou ozbrojenou mocí, navíc předvoj legií z Dalmácie již dosáhl Aquileje. Jeho vojáci a důstojníci nijak nepoklesli na duchu, avšak Otho se rozhodl přijmout výsledek střetnutí, jehož svedení bylo uspíšeno jeho vlastní nerozvážností. Obklopen svými spolubojovníky pronesl vážnou řeč, v níž jim oznámil svůj úmysl obětovat svůj život v zájmu státu. Podle Cassia Diona prohlásil, že „lze spíše ospravedlnit, když zahyne jeden na místo všech, než mnoho kvůli jedinému“. Nato se odebral do svého příbytku, v němž v ranních hodinách 16. dubna 69 spáchal sebevraždu nalehnutím na svůj meč. Během smutečního obřadu následovali někteří vojáci příkladu svého císaře a sami se usmrtili. Othonovy ostatky byly uloženy do prosté hrobky vztyčené na jeho počest v Brixellu.

## Hodnocení
Othonovo násilné svržení Galby, pochybnosti ohledně jeho charakteru a jeho neúspěšné tažení proti Vitelliovi jsou dokladem neutěšených poměrů sužujících říši v období vymezeném panováním Nerona a Vespasiana. V průběhu své tříměsíční vlády projevil určité schopnosti spravovat impérium, nicméně ve vojenských záležitostech si nepočínal příliš obratně. Othonova smrt byla vysvětlována jeho snahou ušetřit Řím dalšího krveprolití občanské války. Stejně tak mohla být projevem unáhlenosti, dobře patrné i v jeho předchozím jednání, případně nedostatku vnitřní odolnosti nezbytné k podstoupení takového zápasu, ačkoli jeho šance na vítězství v něm zůstávaly nadále vysoké. Svůj život každopádně zakončil ušlechtilejším způsobem, než jakým jej žil. Mezi svými současníky si tudíž tento někdejší Neronův kumpán vysloužil respekt čestnou smrtí, již si pro sebe zvolil. Svůj obdiv vůči Othonovi vzhledem k okolnostem jeho skonu vyjádřil v pozdějších letech rovněž básník Martialis.